# Brzeźnica (gemeente in powiat Żagański)
De gemeente Brzeźnica is een landgemeente in het Poolse woiwodschap Lubusz, in powiat Żagański.
De zetel van de gemeente is in Brzeźnica.
Op 30 juni 2004, telde de gemeente 3777 inwoners.

## Oppervlakte gegevens
De gemeente heeft een oppervlakte van 122,23 km², waarvan:
- agrarisch gebied: 59%
- bossen: 34%

De gemeente beslaat 10,8% van de oppervlakte van de powiat.

## Demografie
Stand op 30 juni 2004:
| Omschrijving                   | Totaal | Totaal | Vrouwen | Vrouwen | Mannen | Mannen |
| ------------------------------ | ------ | ------ | ------- | ------- | ------ | ------ |
| eenheid                        | aantal | %      | aantal  | %       | aantal | %      |
| inwoners                       | 3777   | 100    | 1888    | 50      | 1889   | 50     |
| bevolkingsdichtheid (inw./km²) | 30,9   | 30,9   | 15,4    | 15,4    | 15,5   | 15,5   |

## Administratieve plaatsen (sołectwo)
Brzeźnica, Chotków, Jabłonów, Karczówka, Marcinów, Przylaski, Stanów, Wichów, Wrzesiny.
Zonder de status sołectwo : Przyborze, Studnice, Trojanówka, Wojsławice.

## Aangrenzende gemeenten
Kożuchów, Nowogród Bobrzański, Żagań